# سرجیو اکینو
سرجیو اکینو (انگلیسی: Sergio Aquino؛ زادهٔ ۲۱ سپتامبر ۱۹۷۹) بازیکن فوتبال اهل پاراگوئه است.
از باشگاه‌هایی که در آن بازی کرده‌است می‌توان به باشگاه فوتبال لیبرتاد اشاره کرد.
وی همچنین در تیم ملی فوتبال پاراگوئه بازی کرده‌است.